# OTE
OTE N.V. (Grieks: Οργανισμός Τηλεπικοινωνιών Ελλάδος Α.Ε.) is het grootste telecombedrijf van Griekenland. Voorheen was het een staatsbedrijf maar in 1998 is het bedrijf gedeeltelijk geprivatiseerd. De OTE is genoteerd aan de Effectenbeurs van Athene en de London Stock Exchange.

## Diensten
De OTE verzorgt de PSTN and ISDN telefoonlijnen in Griekenland en is een ADSL provider. Het bedrijf bezit het mobile telefoonbedrijf Cosmote. Verder bezit de OTE het bedrijf OTE International Investments wat zich richt op Zuidoost Europa (Bulgarije, Noord-Macedonië Roemenië, Servië etc.). De OTE beheert ook het TETRA netwerk in Griekenland. Ongeveer driekwart van de omzet in 2014 werd in Griekenland gerealiseerd, een kwart in Roemenië en zo'n 2% in Albanië. 

## Geschiedenis
De OTE is in 1949 opgericht als staatsbedrijf om verschillende privé en publieke telecombedrijven in onder te brengen. Tot 1998 had de OTE het monopolie op het gebied van telefonie en telegrafie. In dit jaar is het bedrijf geprivatiseerd. 

## Aandeelhouders
Tot 2008 was de Griekse staat de enige grote aandeelhouder in OTE. In dat jaar verkocht het 25% van de aandelen in OTE aan Deutsche Telekom voor 3,2 miljard euro. De staat kreeg het recht nog eens 15% van de aandelen te verkopen in twee transacties. Binnen 12 maanden na de eerste aankoop steeg het belang van Deutsche Telekom naar 30%. De Griekse staat had 16% van de aandelen maar heeft besloten bij de laatste bezuinigingsronde deze aandelen verkopen om de enorme staatsschuld van Griekenland te verminderen. In juni 2011 kocht Deutsche Telekom nog eens 10% van de aandelen in OTE en krijgt daarmee een aandelenbelang van 40%. De Duitsers betaalden hiervoor zo’n 400 miljoen euro.
De Griekse staat wil nog het resterende belang van 6% van de hand doen, maar Deutsche Telekom wil dit alleen kopen als het gemakkelijker wordt personeel te ontslaan. Na de laatste aandelentransactie is het staatsbelang onder de 10% gedaald waarmee ook een aantal belangrijke besluiten niet meer door een Grieks veto kunnen worden geblokkeerd. De overige 54% van de aandelen zijn in handen van binnen- en buitenlandse institutionele en particuliere beleggers.